# Reszyszki
Reszyszki (lit. Abugaliai) – wieś na Litwie, w okręgu uciańskim, w rejonie ignalińskim, w gminie Przyjaźń.

## Historia
W czasach zaborów wieś w gminie Daugieliszki, w powiecie święciańskim, w guberni wileńskiej Imperium Rosyjskiego. W 1905 roku liczyła 29 mieszkańców, 25 dziesięcin.
W dwudziestoleciu międzywojennym wieś leżała w Polsce, w województwie wileńskim, w powiecie święciańskim, w gminie Daugieliszki.
W 1931 w 4 domach zamieszkiwało 20 osób.
Miejscowość należała do parafii rzymskokatolickiej w Daugieliszkach. Podlegała pod Sąd Grodzki w Święcianach i Okręgowy w Wilnie; właściwy urząd pocztowy mieścił się w Daugieliszkach.